# شریت اینترنشنال
شریت اینترنشنال (به انگلیسی: Sherritt International) شرکت استخراج معادن و نفت و گاز کانادایی است، که در زمینه تولید نیکل، زغال سنگ و کبالت، همچنین تولید نفت خام، گاز طبیعی و تولید انرژی الکتریکی فعالیت می‌کند و به‌عنوان نهمین تولید کننده نیکل جهان شناخته می‌شود.
شرکت شریت اینترنشنال در سال ۱۹۲۷ تأسیس شد و امروزه علاوه بر استخراج معادن، در هر دو بخش پایین‌دستی و بالادستی صنعت نفت دارای عملیات می‌باشد.
دفتر مرکزی این شرکت در شهر تورنتو، کانادا قرار دارد و بخشی از سهام آن در بازار بورس تورنتو معامله می‌شود.